# Jang Yong-ho
Dans ce nom, le nom de famille, Jang, précède le nom personnel.
Jang Yong-ho, né le 4 avril 1976 dans le district de Goheung, est un archer sud-coréen.

## Palmarès
- Jeux olympiques
  -  Médaille d'or en équipe aux Jeux olympiques d'été de 2000 à Sydney.
  -  Médaille d'or en équipe aux Jeux olympiques d'été de 2004 à Athènes.
  -  Médaille d'argent en équipe aux Jeux olympiques d'été de 1996 à Atlanta.

- Championnats du monde
  -  Médaille d'or en équipe aux Championnats du monde de tir à l'arc de 1997 à Victoria.
  -  Médaille d'argent en équipe aux Championnats du monde de tir à l'arc de 1999 à Riom.
  -  Médaille d'argent en individuel aux Championnats du monde de tir à l'arc de 1997 à Victoria.

- Jeux asiatiques
  -  Médaille d'or en équipe aux Jeux asiatiques de 2006 à Doha.